# Primera División de Macedonia 2019-20
La Primera División de Macedonia 2019-20 fue la edición número 28 de la Primera División de Macedonia. La temporada comenzó el 11 de agosto de 2019 y terminó el 4 de junio de 2020. Shkëndija es el campeón defensor, tras la temporada pasada conquistar su tercer título de liga.
El 4 de junio de 2020, la FFM, anunció que la temporada fue abandonada debido al crecimiento de casos de COVID-19 en el país. No habrá campeón ni descensos, por lo tanto la liga se amplia a 12 equipos. Los clubes que entraran a las competiciones europeas, se decidirá luego de que se conozca los clubes que obtuvieron la licencia de clubes la UEFA

## Sistema de competición
Los 10 equipos participantes jugaron entre sí todos contra todos cuatro veces totalizando 36 partidos cada uno, al término de la jornada 36 el primer clasificado obtuvo un cupo para la primera ronda de la Liga de Campeones 2020-21, mientras que el segundo y tercer clasificado obtuvieron un cupo para la primera ronda de la Liga Europea 2020-21; por otro lado los dos últimos clasificados descendieron a la Segunda División 2020-21, mientras que el penúltimo jugó los Play-offs de relegación contra el tercero de la Segunda División 2019-20 para determinar su participación en la Primera División de Macedonia 2020-21.
Un tercer cupo para la primera ronda de la Liga Europea 2020-21 será asignado al campeón de la Copa de Macedonia.

## Ascensos y descensos
| Pos. | de la Primera División de Macedonia 2018-19 |
| ---- | ------------------------------------------- |
| 11.º | Pobeda                                      |
| 12.º | Belasica                                    |

| Pos. | de la Segunda Liga de Macedonia 2018-19 |
| ---- | --------------------------------------- |
| 1.º  | Borec (Este)                            |
| 1.º  | Struga (Oeste)                          |

## Equipos participantes
| Equipo           | Ciudad    | Estadio                | Capacidad |
| ---------------- | --------- | ---------------------- | --------- |
| Akademija Pandev | Strumica  | Stadion Kukuš          | 1.500     |
| Borec            | Veles     | Zoran Paunov Stadium   | 2.000     |
| Makedonija GP    | Skopie    | Estadio Gorče Petrov   | 3.000     |
| Rabotnički       | Skopie    | Filip II de Macedonia  | 36.460    |
| Renova           | Džepčište | Ecolog Arena Tetovo    | 15.000    |
| Shkëndija        | Tetovo    | Ecolog Arena Tetovo    | 15.000    |
| Shkupi           | Skopie    | Stadion Čair           | 6.000     |
| Sileks           | Kratovo   | Sileks Stadion         | 1.800     |
| Struga           | Struga    | Stadion Gradska Plazha | 500       |
| Vardar           | Skopie    | Filip II de Macedonia  | 36.460    |

## Desarrollo

### Tabla de posiciones
| Pos. | Equipo           | Pts. | PJ | G  | E | P  | GF | GC | Dif. | Clasificación 2020–21                 |
| ---- | ---------------- | ---- | -- | -- | - | -- | -- | -- | ---- | ------------------------------------- |
| 1    | Vardar (C)       | 46   | 23 | 13 | 7 | 3  | 33 | 14 | +19  |                                       |
| 2    | Sileks           | 36   | 23 | 10 | 6 | 7  | 24 | 21 | +3   | Primera ronda de la Liga de Campeones |
| 3    | Shkëndija        | 35   | 23 | 10 | 5 | 8  | 38 | 21 | +17  | Primera ronda de la Liga Europa       |
| 4    | Renova           | 31   | 23 | 9  | 4 | 10 | 25 | 33 | −8   | Primera ronda de la Liga Europa       |
| 5    | Shkupi           | 29   | 23 | 7  | 8 | 8  | 28 | 38 | −10  |                                       |
| 6    | Makedonija GP    | 29   | 23 | 7  | 8 | 8  | 24 | 27 | −3   |                                       |
| 7    | Akademija Pandev | 28   | 23 | 7  | 7 | 9  | 20 | 20 | 0    |                                       |
| 8    | Rabotnichki      | 28   | 23 | 8  | 4 | 11 | 21 | 29 | −8   |                                       |
| 9    | Borec            | 27   | 23 | 7  | 6 | 10 | 20 | 31 | −11  |                                       |
| 10   | Struga           | 25   | 23 | 6  | 7 | 10 | 19 | 28 | −9   |                                       |

Actualizado a los partidos jugados el 11 de marzo de 2020.
 Fuente: Soccerway
Notas:
1. ↑  Vardar se habría clasificado para la primera ronda de clasificación de la Liga de Campeones como campeón de la Primera División de Macedonia de 2019-20, pero no pudo obtener una licencia de la UEFA.[4] Como resultado, el puesto fue entregado al segundo clasificado que fue Sileks.

## Resultados cruzados
| Local \ Visitante | AKA | BOR | MAK | RAB | REN | SKE | SKU | SIL | STR | VAR |
| ----------------- | --- | --- | --- | --- | --- | --- | --- | --- | --- | --- |
| Akademija Pandev  | —   | 2–0 | 3–0 | 1–1 | 2–0 | 1–0 | 0–0 | 2–0 | 1–1 | 0–3 |
| Borec             | 1–0 | —   | 1–1 | 1–1 | 1–1 | 1–0 | 2–1 | 0–0 | 3–2 | 0–0 |
| Makedonija GP     | 0–0 | 3–1 | —   | 2–0 | 0–1 | 0–0 | 0–0 | 0–1 | 1–1 | 1–1 |
| Rabotnichki       | 1–2 | 2–1 | 1–0 | —   | 1–0 | 1–2 | 2–0 | 1–1 | 1–2 | 0–2 |
| Renova            | 1–1 | 2–1 | 1–1 | 4–3 | —   | 0–2 | 2–2 | 1–0 | 2–1 | 0–1 |
| Shkëndija         | 1–0 | 4–0 | 1–1 | 3–0 | 6–1 | —   | 4–0 | 3–0 | 2–0 | 0–0 |
| Shkupi            | 3–1 | 2–0 | 2–3 | 2–0 | 2–1 | 2–0 | —   | 1–0 | 0–0 | 1–2 |
| Sileks            | 3–1 | 3–0 | 3–4 | 1–0 | 3–0 | 1–0 | 1–0 | —   | 1–0 | 2–2 |
| Struga            | 0–0 | 1–1 | 0–2 | 2–1 | 1–0 | 2–1 | 1–1 | 2–1 | —   | 2–1 |
| Vardar            | 1–0 | 2–0 | 0–2 | 2–0 | 2–0 | 2–2 | 1–1 | 3–0 | 3–0 | —   |

| Local \ Visitante | AKA | BOR | MAK | RAB | REN | SKE | SKU | SIL | STR | VAR |
| ----------------- | --- | --- | --- | --- | --- | --- | --- | --- | --- | --- |
| Akademija Pandev  | —   | 0–0 | —   | —   | 0–1 | 1–2 | —   | —   | —   | —   |
| Borec             | —   | —   | —   | —   | —   | 4–2 | —   | —   | —   | 0–1 |
| Makedonija GP     | 1–0 | 0–2 | —   | —   | —   | —   | —   | —   | —   | —   |
| Rabotnichki       | 1–0 | —   | —   | —   | —   | —   | 2–1 | —   | —   | —   |
| Renova            | —   | —   | —   | —   | —   | —   | —   | 0–1 | 2–0 | 2–0 |
| Shkëndija         | —   | —   | 4–1 | —   | —   | —   | —   | —   | —   | —   |
| Shkupi            | —   | 2–0 | —   | 0–1 | 2–3 | —   | —   | 1–1 | —   | —   |
| Sileks            | —   | —   | 1–0 | —   | —   | 0–0 | —   | —   | —   | —   |
| Struga            | —   | —   | —   | 0–1 | —   | —   | 1–2 | 0–0 | —   | —   |
| Vardar            | —   | —   | 3–1 | 0–0 | —   | —   | —   | —   | 1–0 | —   |

## Goleadores
| Pos. | Jugador           | Club          | Goles |
| ---- | ----------------- | ------------- | ----- |
| 1    | Daniel Avramovski | Vardar        | 10    |
| 2    | Armend Alimi      | Shkëndija     | 9     |
| 2    | Nikola Prelčec    | Borec         | 9     |
| 4    | Marin Jurina      | Shkupi        | 8     |
| 5    | Paulo Carvalho    | Makedonija GP | 7     |
| 5    | Remzifaik Selmani | Renova        | 7     |
| 5    | Serginho          | Shkupi        | 7     |
| 8    | Bobi Bozhinovski  | Makedonija GP | 6     |
| 8    | Besart Ibraimi    | Shkëndija     | 6     |